# 이탈리아 축구 리그 시스템
이탈리아 축구 리그 시스템은 이탈리아의 전 팀들과 1개의 산 마리노 팀이 속한 이탈리아 축구 연맹(FIGC)이 주관하는 축구 리그 시스템으로서, 단계적인 구조로 되어있으며 상하위 단계의 리그가 서로 연결되어 있다.

## 역사
첫 번째 리그는 1890년대 이탈리아에 들어온 잉글랜드인들에 의해 시작됐다. 첫 구단은 제노아 크리켓 & 아틀레틱 클럽(현재의 "제노아 크리켓 & 풋볼 클럽")이다. 1897 즈음 등장항 당시에는 이탈리아인과 외국인으로 리그가 구별되어 있었다. 1898년 이탈리아 축구 연맹(페데라치오네 이탈리아나 델 풋발, 현재의 페데르라치오네 이탈리아나 주오코 칼초, FIGC) 토리노에서 발기되었다. 제노아, FC 토리네세, 인테르나치오날레 디 토리노, 소시에타 진나스티카 디 토리노의 총 4개의 구단이 참가했다. 물론 다른 구단들도 존재했으나 참가결정을 내리지 못했다. 그리고 첫 번째 리그는 1898년 5월 8일 토리노에서 하루 동안 열렸고, 우승팀은 제노아다.
제노아는 이어서 1899, 1900, 1902, 1903, 1904년도 시즌에 우승을 거두었고 이탈리아 축구 초창기의 강팀이었다. 밀란 CFBC와 유벤투스 FBC가 1899-1900시즌에 가입했다.
1905년 이탈리아 축구 연맹(FIGC)은 국제 축구 연맹에 가입했고, 리그는 지역을 기반으로 한 리그 형식으로 바꿨다.
제1차 세계 대전동안의 중단이후 축구 인구는 늘어났고 좀 더 작은 구단들도 가입하게 되었다. 1921년 여름에 FIGC에 대항하기 위해 두 번째 협회 "콘페데라치오네 칼치스티카 이탈리아나"(CCI)가 잠시나마 존재했었다. CCI는 국내 리그의 큰 팀과, 작은 팀 사이에 갈등때문에 생겨났고, 이 때문에 1922년 이탈리아는 두개의 우승팀을 보게 되는데 이 팀은 US 프로 베르첼리와 US 노베세다. 시즌 종료 후 이 두 협회는 다시 합쳐진다.
1929년 최상위 리그를 18개 팀의 단일 국내리그 구조로 바꾸는 변화가 있었다. 1930년의 첫 번째 우승팀은 인테르나치오날레였다. 그리고 국가 대표팀은 1934년, 1938년 월드컵에서 우승을 거둔다.
제2차 세계 대전 후, 전국적 리그로 복귀하기 전 한해 동안 리그는 남-북으로 나뉜 지역리그로 다시 치러졌고 플레이오프전을 가졌다. 종전후 첫 우승팀은 토리노 FC였고 리그 4연패의 역사를 남겼다. 그러나 유벤투스, 밀란, 인테르나치오날레가 2차 세계대전 이후 64개 시즌 중 47번을 우승하며 리그를 평정하게 됐다.
현재 리그 시스템은 준프로 영역이 해체된 1978년으로 거슬러 올라간다. 당해 세리에 C와 세리에 D를 운영하던 레가 프로(당시의 준프로 리그)가 신 리그인 세리에 C1과 세리에 C2로 구성되는 프로리그로 바뀐다. 그리하여 이탈리아는 두 개의 다른 프로 축구 리그를 가진 유일한 국가가 되었다(14년 이후 잉글랜드도 이와 같이 바뀐다).

## 구조
최상위 리그는 레가 나치오날레 프로페시오니스티 세리에 A가 주관하고 20개 구단으로 구성된 세리에 A이고 차위 리그는 레가 나치오날레 프로페시오니스티 세리에 B가 주관하고 22개 팀으로 구성된 세리에 B다. 이 두 리그의 팀 들은 이탈리아 전역에 걸쳐있다.
세 번째, 네 번째 리그는 지리학상으로 나뉘어 있지않은 2개의 병렬리그로 나뉘어 있고 레가 이탈리아나 칼초 프로페시오니스티코가 주관하는 프리마 디비시오네와 세콘다 디비시오네로 구성된다. 프리마 디비시오네는 각각 18개 팀들로 나뉘어 있고, 세콘다 디비시오네는 21개, 20개 팀들로 나뉘어 있다.
5위 리그는 세리에 D이다. 이 리그는 지리적으로 분리된 8개 병렬리그이고 레가 나치오날레 딜레탄티의 코미타토 인테레조날레가 주관한다. 세리에 D 이하의 5개 리그 중 4개 리그(에첼렌차, 프로모치오네, 프리마 카테고리아, 세콘다 카테고리아)는 레가 나치오날레 딜레탄티의 지역 위원회가 주관하고, 마지막 리그인 테르차 카테고리아는 지방 위원회에서 주관한다.

## 현재의 시스템
| 단계   | 단계   | 리그                                                        | 리그                                                        | 리그                                                        | 리그                                                        | 리그                                                        | 리그                                                        | 리그                                                        | 리그                                                        | 리그                                                        | 리그                                                        | 리그                                                        | 리그                                                        | 리그                                                        | 리그                                                        | 리그                                                        | 리그                                                        | 리그                                                        | 리그                                                        |
| ------ | ------ | ----------------------------------------------------------- | ----------------------------------------------------------- | ----------------------------------------------------------- | ----------------------------------------------------------- | ----------------------------------------------------------- | ----------------------------------------------------------- | ----------------------------------------------------------- | ----------------------------------------------------------- | ----------------------------------------------------------- | ----------------------------------------------------------- | ----------------------------------------------------------- | ----------------------------------------------------------- | ----------------------------------------------------------- | ----------------------------------------------------------- | ----------------------------------------------------------- | ----------------------------------------------------------- | ----------------------------------------------------------- | ----------------------------------------------------------- |
| 프로-1 | 프로-1 | 레가 나치오날레 프로페시오니스티 세리에 A 세리에 A 20구단   | 레가 나치오날레 프로페시오니스티 세리에 A 세리에 A 20구단   | 레가 나치오날레 프로페시오니스티 세리에 A 세리에 A 20구단   | 레가 나치오날레 프로페시오니스티 세리에 A 세리에 A 20구단   | 레가 나치오날레 프로페시오니스티 세리에 A 세리에 A 20구단   | 레가 나치오날레 프로페시오니스티 세리에 A 세리에 A 20구단   | 레가 나치오날레 프로페시오니스티 세리에 A 세리에 A 20구단   | 레가 나치오날레 프로페시오니스티 세리에 A 세리에 A 20구단   | 레가 나치오날레 프로페시오니스티 세리에 A 세리에 A 20구단   | 레가 나치오날레 프로페시오니스티 세리에 A 세리에 A 20구단   | 레가 나치오날레 프로페시오니스티 세리에 A 세리에 A 20구단   | 레가 나치오날레 프로페시오니스티 세리에 A 세리에 A 20구단   | 레가 나치오날레 프로페시오니스티 세리에 A 세리에 A 20구단   | 레가 나치오날레 프로페시오니스티 세리에 A 세리에 A 20구단   | 레가 나치오날레 프로페시오니스티 세리에 A 세리에 A 20구단   | 레가 나치오날레 프로페시오니스티 세리에 A 세리에 A 20구단   | 레가 나치오날레 프로페시오니스티 세리에 A 세리에 A 20구단   | 레가 나치오날레 프로페시오니스티 세리에 A 세리에 A 20구단   |
| 프로-2 | 프로-2 | 레가 나치오날레 프로페시오니스티 B 세리에 B 20구단          | 레가 나치오날레 프로페시오니스티 B 세리에 B 20구단          | 레가 나치오날레 프로페시오니스티 B 세리에 B 20구단          | 레가 나치오날레 프로페시오니스티 B 세리에 B 20구단          | 레가 나치오날레 프로페시오니스티 B 세리에 B 20구단          | 레가 나치오날레 프로페시오니스티 B 세리에 B 20구단          | 레가 나치오날레 프로페시오니스티 B 세리에 B 20구단          | 레가 나치오날레 프로페시오니스티 B 세리에 B 20구단          | 레가 나치오날레 프로페시오니스티 B 세리에 B 20구단          | 레가 나치오날레 프로페시오니스티 B 세리에 B 20구단          | 레가 나치오날레 프로페시오니스티 B 세리에 B 20구단          | 레가 나치오날레 프로페시오니스티 B 세리에 B 20구단          | 레가 나치오날레 프로페시오니스티 B 세리에 B 20구단          | 레가 나치오날레 프로페시오니스티 B 세리에 B 20구단          | 레가 나치오날레 프로페시오니스티 B 세리에 B 20구단          | 레가 나치오날레 프로페시오니스티 B 세리에 B 20구단          | 레가 나치오날레 프로페시오니스티 B 세리에 B 20구단          | 레가 나치오날레 프로페시오니스티 B 세리에 B 20구단          |
| 프로-3 | 프로-3 | 레가 이탈리아나 칼초 프로페시오니스티코 세리에 C A조 20구단 | 레가 이탈리아나 칼초 프로페시오니스티코 세리에 C A조 20구단 | 레가 이탈리아나 칼초 프로페시오니스티코 세리에 C A조 20구단 | 레가 이탈리아나 칼초 프로페시오니스티코 세리에 C A조 20구단 | 레가 이탈리아나 칼초 프로페시오니스티코 세리에 C A조 20구단 | 레가 이탈리아나 칼초 프로페시오니스티코 세리에 C A조 20구단 | 레가 이탈리아나 칼초 프로페시오니스티코 세리에 C B조 20구단 | 레가 이탈리아나 칼초 프로페시오니스티코 세리에 C B조 20구단 | 레가 이탈리아나 칼초 프로페시오니스티코 세리에 C B조 20구단 | 레가 이탈리아나 칼초 프로페시오니스티코 세리에 C B조 20구단 | 레가 이탈리아나 칼초 프로페시오니스티코 세리에 C B조 20구단 | 레가 이탈리아나 칼초 프로페시오니스티코 세리에 C B조 20구단 | 레가 이탈리아나 칼초 프로페시오니스티코 세리에 C C조 20구단 | 레가 이탈리아나 칼초 프로페시오니스티코 세리에 C C조 20구단 | 레가 이탈리아나 칼초 프로페시오니스티코 세리에 C C조 20구단 | 레가 이탈리아나 칼초 프로페시오니스티코 세리에 C C조 20구단 | 레가 이탈리아나 칼초 프로페시오니스티코 세리에 C C조 20구단 | 레가 이탈리아나 칼초 프로페시오니스티코 세리에 C C조 20구단 |
| 아마-1 | 아마-1 | LND 세리에 D A조 20구단                                     | LND 세리에 D A조 20구단                                     | LND 세리에 D B조 18구단                                     | LND 세리에 D B조 18구단                                     | LND 세리에 D C조 20구단                                     | LND 세리에 D C조 20구단                                     | LND 세리에 D D조 18구단                                     | LND 세리에 D D조 18구단                                     | LND 세리에 D E조 18구단                                     | LND 세리에 D E조 18구단                                     | LND 세리에 D F조 18구단                                     | LND 세리에 D F조 18구단                                     | LND 세리에 D G조 18구단                                     | LND 세리에 D G조 18구단                                     | LND 세리에 D H조 18구단                                     | LND 세리에 D H조 18구단                                     | LND 세리에 D I조 18구단                                     | LND 세리에 D I조 18구단                                     |
| 아마-2 | 아마-2 | 에첼렌차 (28 주 단위 조, 463구단)                           | 에첼렌차 (28 주 단위 조, 463구단)                           | 에첼렌차 (28 주 단위 조, 463구단)                           | 에첼렌차 (28 주 단위 조, 463구단)                           | 에첼렌차 (28 주 단위 조, 463구단)                           | 에첼렌차 (28 주 단위 조, 463구단)                           | 에첼렌차 (28 주 단위 조, 463구단)                           | 에첼렌차 (28 주 단위 조, 463구단)                           | 에첼렌차 (28 주 단위 조, 463구단)                           | 에첼렌차 (28 주 단위 조, 463구단)                           | 에첼렌차 (28 주 단위 조, 463구단)                           | 에첼렌차 (28 주 단위 조, 463구단)                           | 에첼렌차 (28 주 단위 조, 463구단)                           | 에첼렌차 (28 주 단위 조, 463구단)                           | 에첼렌차 (28 주 단위 조, 463구단)                           | 에첼렌차 (28 주 단위 조, 463구단)                           | 에첼렌차 (28 주 단위 조, 463구단)                           | 에첼렌차 (28 주 단위 조, 463구단)                           |
| 아마-3 | 아마-3 | 프로모치오네 (53 주 단위 조, 866구단)                       | 프로모치오네 (53 주 단위 조, 866구단)                       | 프로모치오네 (53 주 단위 조, 866구단)                       | 프로모치오네 (53 주 단위 조, 866구단)                       | 프로모치오네 (53 주 단위 조, 866구단)                       | 프로모치오네 (53 주 단위 조, 866구단)                       | 프로모치오네 (53 주 단위 조, 866구단)                       | 프로모치오네 (53 주 단위 조, 866구단)                       | 프로모치오네 (53 주 단위 조, 866구단)                       | 프로모치오네 (53 주 단위 조, 866구단)                       | 프로모치오네 (53 주 단위 조, 866구단)                       | 프로모치오네 (53 주 단위 조, 866구단)                       | 프로모치오네 (53 주 단위 조, 866구단)                       | 프로모치오네 (53 주 단위 조, 866구단)                       | 프로모치오네 (53 주 단위 조, 866구단)                       | 프로모치오네 (53 주 단위 조, 866구단)                       | 프로모치오네 (53 주 단위 조, 866구단)                       | 프로모치오네 (53 주 단위 조, 866구단)                       |
| 아마-4 | 아마-4 | 프리마 카테고리아 (103 주 단위 조, 1,624구단)               | 프리마 카테고리아 (103 주 단위 조, 1,624구단)               | 프리마 카테고리아 (103 주 단위 조, 1,624구단)               | 프리마 카테고리아 (103 주 단위 조, 1,624구단)               | 프리마 카테고리아 (103 주 단위 조, 1,624구단)               | 프리마 카테고리아 (103 주 단위 조, 1,624구단)               | 프리마 카테고리아 (103 주 단위 조, 1,624구단)               | 프리마 카테고리아 (103 주 단위 조, 1,624구단)               | 프리마 카테고리아 (103 주 단위 조, 1,624구단)               | 프리마 카테고리아 (103 주 단위 조, 1,624구단)               | 프리마 카테고리아 (103 주 단위 조, 1,624구단)               | 프리마 카테고리아 (103 주 단위 조, 1,624구단)               | 프리마 카테고리아 (103 주 단위 조, 1,624구단)               | 프리마 카테고리아 (103 주 단위 조, 1,624구단)               | 프리마 카테고리아 (103 주 단위 조, 1,624구단)               | 프리마 카테고리아 (103 주 단위 조, 1,624구단)               | 프리마 카테고리아 (103 주 단위 조, 1,624구단)               | 프리마 카테고리아 (103 주 단위 조, 1,624구단)               |
| 아마-5 | 아마-5 | 세콘다 카테고리아 (159 주 단위 조, 2,321구단)               | 세콘다 카테고리아 (159 주 단위 조, 2,321구단)               | 세콘다 카테고리아 (159 주 단위 조, 2,321구단)               | 세콘다 카테고리아 (159 주 단위 조, 2,321구단)               | 세콘다 카테고리아 (159 주 단위 조, 2,321구단)               | 세콘다 카테고리아 (159 주 단위 조, 2,321구단)               | 세콘다 카테고리아 (159 주 단위 조, 2,321구단)               | 세콘다 카테고리아 (159 주 단위 조, 2,321구단)               | 세콘다 카테고리아 (159 주 단위 조, 2,321구단)               | 세콘다 카테고리아 (159 주 단위 조, 2,321구단)               | 세콘다 카테고리아 (159 주 단위 조, 2,321구단)               | 세콘다 카테고리아 (159 주 단위 조, 2,321구단)               | 세콘다 카테고리아 (159 주 단위 조, 2,321구단)               | 세콘다 카테고리아 (159 주 단위 조, 2,321구단)               | 세콘다 카테고리아 (159 주 단위 조, 2,321구단)               | 세콘다 카테고리아 (159 주 단위 조, 2,321구단)               | 세콘다 카테고리아 (159 주 단위 조, 2,321구단)               | 세콘다 카테고리아 (159 주 단위 조, 2,321구단)               |
| 아마-6 | 아마-6 | 테르차 카테고리아 (139 도 단위 조, 1,841구단)               | 테르차 카테고리아 (139 도 단위 조, 1,841구단)               | 테르차 카테고리아 (139 도 단위 조, 1,841구단)               | 테르차 카테고리아 (139 도 단위 조, 1,841구단)               | 테르차 카테고리아 (139 도 단위 조, 1,841구단)               | 테르차 카테고리아 (139 도 단위 조, 1,841구단)               | 테르차 카테고리아 (139 도 단위 조, 1,841구단)               | 테르차 카테고리아 (139 도 단위 조, 1,841구단)               | 테르차 카테고리아 (139 도 단위 조, 1,841구단)               | 테르차 카테고리아 (139 도 단위 조, 1,841구단)               | 테르차 카테고리아 (139 도 단위 조, 1,841구단)               | 테르차 카테고리아 (139 도 단위 조, 1,841구단)               | 테르차 카테고리아 (139 도 단위 조, 1,841구단)               | 테르차 카테고리아 (139 도 단위 조, 1,841구단)               | 테르차 카테고리아 (139 도 단위 조, 1,841구단)               | 테르차 카테고리아 (139 도 단위 조, 1,841구단)               | 테르차 카테고리아 (139 도 단위 조, 1,841구단)               | 테르차 카테고리아 (139 도 단위 조, 1,841구단)               |

## 같이 보기
- 축구 대회 목록